# Štefan Kühar (duhovnik)
Štefan Kühar ml., (madžarsko Kühár István), slovenski rimskokatoliški duhovnik in narodni buditelj. *  20. avgust 1887, Gradišče; †  1. januar 1922, Beltinci.

## Življenje in delo
Rodil se je Jožefu Küharju in Katarini Gomboc. Njegov brat Janoš Kühar je bil zaveden slovenski duhovnik v Slovenskem Porabju. Obiskoval je madžarsko ljudsko šolo, gimnazijo je obiskoval v Kisegu in bogoslovje v Sombotelu. Posvečenje je prejel 29. julija 1911. Njegovi kaplanski mesti sta bili na Tišini in v Beltincih. Tam je postal med prvo svetovno vojno župnik. 
V Marijinem listu je objavil v letih 1913 in 1914 daljši opis romanja v Tours, kamor je odšel v skupini duhovnikov, ki so šli po relikvije svetega Štefana.
Že pred vojno je bil dejaven v Slovenski lüdski stranki, ki je bila del Slovenske ljudske stranke. Že pred razpadom Avstro-ogrske je dejaven kot iskren Slovenec in Jugoslovan. Zagotovilo za narodni obstoj Prekmurcev je videl v Wilsonovi ideji o samoodločbi narodov. Leta 1918 je Budimpešta Slovencem v Slovenski krajini ponudila avtonomijo. Klekl je zasnoval program avtonomije, ki ga je podpisal tudi Kühar.
Kraljevina SHS je 12. avgusta 1919 zasedla Prekmurje. Prvo slavje je bilo v Beltincih in na njem je sodeloval tudi Kühar. Politiki in uradniki Krajevine SHS so ga cenili kot točnega in zanesljivega sodelavca, prav tako tudi delegacija pri razmejitveni komisiji leta 1921.